# 平行世界 (2017年電影)
《平行世界》是2017年日本上映電影。
在《山田孝之的戛纳电影节》第六集中，山田孝之前往拜访戛纳获奖导演河濑直美，获邀参演她执导的电影短片。在第七集中披露了电影短片的拍摄现场。短片时长15分钟，是三代目J Soul Brothers的歌曲《Unfair World》世界观的映像化，“过去和现在交错描绘的恋爱物语”，于2017年6月1日在东京国际短片电影节上映。

## 演员
- 彻：山田孝之
- 真矢：石井杏奈

## 制作人员
- 导演：河濑直美
- 制片人：Hiro
- 企划：别所哲也